# Železná Ruda
Železná Ruda település Csehországban, a Klatovyi járásban. Železná Ruda Nýrsko, Hamry, Prášily, Čachrov, Dešenice, Lindberg, Bayerisch Eisenstein és Lohberg településekkel határos. Lakosainak száma 1642 fő (2024. január 1.).

## Népesség
A település lakosságának változását az alábbi diagram mutatja:
| Lakosok száma | 3465 | 4492 | 4639 | 2715 | 1215 | 2017 | 1636 | 1631 | 1573 | 1642 |
|               | 1869 | 1890 | 1921 | 1950 | 1980 | 2001 | 2017 | 2019 | 2022 | 2024 |